# Tallaf
Tallaf (arab. طلف) – miejscowość w Syrii, w muhafazie Hama. W 2004 roku liczyła 4934 mieszkańców.